# Monorail
En monorail eller enskinnebane er en jernbane med blot én jernbaneskinne, der både leder og bærer toget. Første monorail blev anlagt i det 19. århundrede, alligevel er de ikke særligt udbredte. 
En af de kendeste monorail er Wuppertaler Schwebebahn i Wuppertal, der blev anlagt mellem 1897 og 1903. Banen har ingen sporskifter, kun drejeskiver i hver ende. Det har sat gang i myten om at "der ikke findes sporskifter til monorails!" Der findes imidlertid sporskifter til monorails, både til de hængende og til de ridende Alweg-typer.

## Historie

### De tidlige år
Den første monorail prototype blev fremstillet i Rusland i 1820 af Ivan Elmanov. Forsøg på at skabe monorail alternativer til konventionelle jernbaner er blevet gjort siden begyndelsen af det 19. århundrede.
Centennial Monorail blev præsenteret på Centennial Exposition i Philadelphia i 1876. På grundlag af dens design blev Bradford and Foster Brook Railway bygget i 1877 og kørte i et år fra januar 1878 til januar 1879.
Omkring 1879 blev der uafhængigt af hinanden foreslået et "one-rail"-system af Haddon og Stringfellow, som anvendte en omvendt "V"-skinne (og dermed formet som "Λ" i tværsnit). Det var beregnet til militær brug, men blev også anset for at kunne bruges civilt som "billig jernbane". Tilsvarende var et af de første systemer, der blev taget i praktisk brug, det af den franske ingeniør Charles Lartigue, der byggede en jernbanestrækning mellem Ballybunion og Listowel i Irland, som blev åbnet i 1888 og varede i 36 år, men blev lukket i 1924 (på grund af skader fra den irske borgerkrig). Den anvendte en enkelt bærende skinne og to lavere, udvendige skinner for at skabe balance, og de tre skinner blev båret af trekantede støtter. Det var billigt at konstruere, men vanskeligt at betjene. Det første monorail lokomotiv var muligvis et 0-3-0 damplokomotiv på denne strækning. I 1901 blev der foreslået en højhastigheds-monorail med Lartigue-systemet mellem Liverpool og Manchester.
Boynton Bicycle Railroad var en dampdrevet monorail i Brooklyn på Long Island i New York. Den kørte på en enkelt bærende skinne i jordniveau, men med en stabilisatorskinne af træ i loftet, som blev sat i forbindelse med et par vandret modsatte hjul. Jernbanen var kun i drift i to år fra 1890.
Hotchkiss Bicycle Railroad var en monorail, hvorpå man kunne køre på en tilhørende pedalcykel. Det første eksemplar blev bygget mellem Smithville og Mount Holly, New Jersey, i 1892. Den lukkede i 1897. Andre eksempler blev bygget i Norfolk fra 1895 til 1909, Great Yarmouth og Blackpool i Storbritannien fra 1896.

### 1900-1950'erne
I de tidlige konstruktioner blev der anvendt en enkelt metalskinne med dobbeltflange som alternativ til den dobbelte skinne på konventionelle jernbaner, der både førte og støttede monorailvognen. En overlevende ophængt version er det ældste system, der stadig er i drift: Wuppertal-monorailen i Tyskland. I begyndelsen af 1900-tallet blev der også afprøvet gyroskopiske monorails med vogne med gyroskopisk balance oven på en enkelt skinne, men de blev aldrig udviklet ud over prototypestadiet. Ewing-systemet, der anvendes i Patiala State Monorail Trainways i Punjab i Indien, er baseret på en hybridmodel med en bærende enkeltskinne og et eksternt hjul til afbalancering. I 1901 blev der foreslået en højhastigheds-monorail med Lartigue-systemet mellem Liverpool og Manchester.
I 1910 overvejede man at anvende Brennans gyroskopiske monorail til en kulmine i Alaska. I juni 1920 offentliggjorde det franske patentkontor FR 503782 af Henri Coanda om en "Transporteur Aérien" - en lufttransportør.
I første halvdel af det 20. århundrede blev der fremsat mange andre forslag til konstruktioner, som enten aldrig forlod tegnebrættet eller forblev kortvarige prototyper. En af de første monorails, der blev planlagt i USA, var i New York City i begyndelsen af 1930'erne, hvor den blev skrubbet til et højbanesystem.

### 1950'erne-1980'erne
I sidste halvdel af det 20. århundrede havde monorails slået sig ned på at bruge større bjælke- eller bjælkebaserede spor, hvor køretøjerne blev understøttet af et sæt hjul og styret af et andet sæt hjul. I 1950'erne blev der i Tyskland bygget en prototype i skala 40 % af et system, der var konstrueret til en hastighed på 320 km/t på lige strækninger og 140 km/t i kurver. Der fandtes konstruktioner med køretøjer, der var understøttet, ophængt eller udkragede på bjælkerne. I 1950'erne kom ALWEG-straddle-designet frem, efterfulgt af en opdateret, ophængt type, SAFEGE-systemet. Versioner af ALWEG's teknologi anvendes af de to største monorailproducenter, Hitachi Monorail og Bombardier.
I 1956 blev den første monorail, der blev sat i drift i USA, sat i testdrift i Houston, Texas. Disneyland i Anaheim, Californien, åbnede USA's første dagligt fungerende monorailsystem i 1959. Senere i denne periode blev der installeret yderligere monorails i Walt Disney World i Florida, Seattle og i Japan. Monorails blev promoveret som futuristisk teknologi med udstillingsinstallationer og køb af forlystelsesparker, som det ses af de gamle systemer, der er i brug i dag. Monorails vandt dog kun lidt fodfæste i forhold til konventionelle transportsystemer. I marts 1972 fik Alejandro Goicoechea-Omar offentliggjort patent DE1755198 på et "Vertebrate Train", der blev bygget som forsøgsbane i Las Palmas de Gran Canaria, Spanien. Der opstod nicheanvendelser for monorails i private virksomheder i forbindelse med flyrejser og indkøbscentre, hvor der blev bygget shuttle-systemer.

### Opfattelse af monorail som offentlig transport
Fra 1950 til 1980 har monorailkonceptet muligvis som alle andre offentlige transportsystemer lidt under konkurrencen med bilen. På det tidspunkt var optimismen i USA efter Anden Verdenskrig i højsædet, og folk købte biler i stort antal på grund af forstadsdannelsen og Interstate Highway System. Især monorails kan have lidt under de offentlige transportmyndigheders modvilje mod at investere i de opfattede høje omkostninger ved uprøvede teknologier, når de stod over for billigere, modne alternativer. Der var også mange konkurrerende monorailteknologier, hvilket splittede deres sag yderligere. Et bemærkelsesværdigt eksempel på en offentlig monorail er AMF-monorailen, der blev brugt som transportmiddel omkring verdensudstillingen i 1964-1965.
Denne opfattelse af høje omkostninger blev især udfordret i 1963, da ALWEG-konsortiet foreslog at finansiere opførelsen af et større system i Los Angeles County, Californien, til gengæld for retten til at drive det. Dette blev afvist af Los Angeles County Board of Supervisors efter pres fra Standard Oil of California og General Motors (som var stærke fortalere for bilafhængighed), og det senere undergrundsbanesystem blev kritiseret af den berømte forfatter Ray Bradbury, da det endnu ikke havde nået det omfang, som den foreslåede monorail havde.
Flere af de monorails, der oprindeligt var tænkt som transportsystemer, har overlevet på indtægter fra turismen og har nydt godt af den enestående udsigt, som de stort set højtliggende anlæg tilbyder.

### Nyere historie
Fra 1980'erne er de fleste monorailmassetransportsystemer i Japan, med enkelte undtagelser. Tokyo Monorail, er et af verdens travleste, har i gennemsnit 127.000 passagerer om dagen og har betjent over 1,5 milliarder passagerer siden 1964. Kina begyndte for nylig at udvikle monorails i slutningen af 2000'erne og har allerede verdens største og travleste monorailsystem, og der er en række monorailsystemer til massetransport under opførelse i flere af byerne. Et Bombardier Innovia Monorail-baseret system er under opførelse i Wuhu og flere "Cloudrail"-systemer udviklet af BYD er under opførelse i en række byer som Guang'an, Liuzhou, Bengbu og Guilin. Monorails har fortsat været anvendt på nichemarkeder for pendulfartøjer og i forlystelsesparker.
Moderne monorailsystemer til massetransport anvender videreudviklinger af ALWEG-bjælke- og dækmetoden, og kun to ophængte typer er i stor udstrækning i brug. Monorailkonfigurationer er også blevet overtaget af magnettog. Siden 2000'erne har der med den stigende trafikoverbelastning og urbanisering været en fornyet interesse for teknologien til offentlig transport, og en række byer som Malta og Istanbul undersøger i dag monorails som en mulig løsning for massetransport.
I 2004 indførte Chongqing Rail Transit i Kina et unikt ALWEG-baseret design med rullende materiel, der er meget bredere end de fleste monorails, med en kapacitet, der kan sammenlignes med tunge jernbaner. Dette skyldes, at Chongqing er gennemskåret af mange bakker, bjerge og floder, og at tunnelbygning derfor ikke er mulig, undtagen i nogle tilfælde (f.eks. linje 1 og 6) på grund af den ekstreme dybde, der er involveret. I dag er det det største og travleste monorailsystem i verden.
São Paulo i Brasilien er ved at bygge to højkapacitets-monoraillinjer som en del af sit offentlige transportnet. Linje 15 blev delvist åbnet i 2014, vil være 27 km lang, når den er færdig i 2022, og har en kapacitet på 40 000 pphpd ved hjælp af Bombardier Innovia Monorail tog. Linje 17 bliver 17,7 km lang og anvender BYD SkyRail-designet. Andre vigtige monorailsystemer er under opførelse, f.eks. to linjer til Cairo Monorail, to linjer til MRT (Bangkok) og SkyRail Bahia i Brasilien.

## Typer og tekniske aspekter
Moderne monorails er afhængige af en stor massiv bjælke som køretøjernes køreflade. Der findes en række konkurrerende konstruktioner, som er opdelt i to store klasser, straddle-beam- og suspenderede monorails. Den mest almindelige type er straddle-bjælken, hvor toget kører på en 0,6 til 0,9 m bred stål- eller armeret betonbjælke. En gummibetonet vogn har kontakt med bjælken på toppen og begge sider for at opnå trækkraft og stabilisere køretøjet. Stilen blev populariseret af det tyske firma ALWEG. Der findes også en historisk type hængesporet monorail, som blev udviklet af de tyske opfindere Nicolaus Otto og Eugen Langen i 1880'erne. Den blev bygget i tvillingebyerne Barmen og Elberfeld i Wuppertal i Tyskland, blev åbnet i 1901 og er stadig i drift. Chiba Urban Monorail er verdens største svævebane.

### Strømkilde
Næsten alle moderne monorails drives af elmotorer, der forsynes af dobbelte tredje skinner, kontaktledninger eller elektrificerede kanaler, der er fastgjort til eller indkapslet i deres styringsbjælker, men der findes også dieseldrevne monorailsystemer. Historisk set har nogle systemer, såsom Lartigue-monorailen, anvendt damplokomotiver.

### Magnetisk svævekraft
Magnetsvævebaner, som f.eks. det tyske Transrapid, blev bygget som ensporet togbane af straddle-typen. Shanghai Maglev Train kører i kommerciel drift med en hastighed på 430 km/t, og der findes også langsommere magnetsvævebaner beregnet til bytransport i Japan (Linimo), Korea (Incheon Airport Maglev) og Kina (Beijing Subway Line S1 og Changsha Maglev Express). Det hævdes dog, at den større bredde af føringsbanen for magnetbaner gør det ikke legitimt at kalde dem monorails.

### Sporskifte
Nogle af de tidlige monorails (især den svævende monorail i Wuppertal, Tyskland) har en konstruktion, der gør det vanskeligt at skifte fra en linje til en anden. Nogle andre monorails undgår så vidt muligt at skifte ved at køre i en kontinuerlig sløjfe eller mellem to faste stationer, som f.eks. i Seattle Center Monorail.
De nuværende monorails er i stand til at foretage mere effektive skift end tidligere. Med ophængt monorail kan skift foretages ved at flytte flanger inde i bjælkebanen for at flytte togene til den ene eller den anden linje.
Ved straddle-beam monorails er det nødvendigt, at bjælken bevæger sig for at skifte, hvilket var en næsten uoverkommelig besværlig procedure. Nu er den mest almindelige måde at opnå dette på at placere et bevægeligt apparat oven på en robust platform, der er i stand til at bære vægten af køretøjer, bjælker og sin egen mekanisme. Flere segmenterede bjælker bevæger sig på plads på ruller for jævnt at tilpasse en bjælke til en anden for at sende toget i den ønskede retning, og det design, der oprindeligt blev udviklet af ALWEG, kan gennemføre et skift på 12 sekunder. Nogle af disse stråleskifter er ganske udførlige og kan skifte mellem flere stråler eller simulere en dobbeltkrydsning på et jernbaneanlæg. Køretøjsspecifikationerne er generelt ikke offentligt tilgængelige, som det er standard for rullende materiel, der er bygget til offentlige tjenester. 
Et alternativ til at bruge en vige eller en anden form for sporskifte er at bruge en drejeskive, hvor en vogn sidder på et stykke spor, der kan omlægges til flere forskellige spor. Dette kan f.eks. bruges til at skifte en vogn fra at stå på et oplagringssted til at stå på hovedbanen. Den nu lukkede Sydney Monorail havde en drejeskive i depotet, som gjorde det muligt at skifte et tog på hovedlinjen ud med et andet fra depotet. Der var omkring seks linjer i depotet, herunder en til vedligeholdelse.

### Gradientlinjer
Gummibetonede monorails er typisk konstrueret til at kunne klare en stigning på 6 %. Gummibetonede letbaner eller metrolinjer kan klare lignende eller større stigninger - f.eks. har Lausanne Metro op til 12 % og Montreal Metro op til 6,5 %, mens VAL-systemer kan klare 7 % stigninger.

## Anvendelser inden for landbrug, minedrift og logistik
Monorails er blevet anvendt til en række andre formål end passagertransport. Små ophængt monorailbaner anvendes også i vid udstrækning på fabrikker, enten som en del af bevægelige samlebånd.

### Historie
Inspireret af Centennial Monorail, der blev demonstreret i 1876, begyndte Bradford and Foster Brook Railway i 1877 at bygge en 8,0 km lang strækning, der forbandt Bradford og Foster Township i McKean County i Pennsylvania. Linjen var i drift fra 1878 til 1879 og leverede maskiner og olieforsyninger. Det første lokomotiv med to kedler blev hurtigt slidt op. Det blev erstattet af et lokomotiv med en enkelt kedel, som var for tungt og styrtede gennem sporet på sin tredje tur. Det tredje lokomotiv havde igen to kedler. På en prøvetur løb en af kedlerne tør og eksploderede, hvorved seks personer blev dræbt. Jernbanen blev lukket kort efter.

Monorails i Central Java blev brugt til at transportere tømmer fra skovene i Central Java, der ligger i bjergene, til floderne. I 1908 og 1909 byggede skovfoged H. J. L. Beck en manuelt betjent monorail med begrænset, men tilstrækkelig kapacitet til transport af småt tømmer og brænde i det nordlige Surabaya-skovdistrikt. I de senere år blev denne idé videreudviklet af L. A. van de Ven, som var skovfoged i Grobogan-skovdistriktet omkring 1908-1910. Der blev bygget monorails af plantageoperatører og træforarbejdningsvirksomheder i alle bjergene i det centrale Java. I 1919/1920 forsvandt de håndbetjente monorails imidlertid gradvist og blev erstattet af smalsporede jernbaner med damplokomotiver i takt med at skovbruget ændrede sig.
I 1920'erne brugte Hamburgs havn en benzindrevet, ophængt monorail til at transportere bagage og gods fra havgående skibe til et passagerdepot.
I den nordlige Mojave-ørken blev Epsom Salts Monorail bygget i 1924. Den kørte 28 miles fra en tilslutning på Trona Railway østpå til høst af epsomitforekomster i Owlshead Mountains. Denne Lartigue-type monorail opnåede stigninger på op til ti procent. Den var kun i drift indtil juni 1926, da mineralforekomsterne blev uøkonomiske, og den blev nedlagt til skrot i slutningen af 1930'erne.
I Sovjetunionen blev Lyskovsky-monorailen i Nizhny Novgorod-regionen designet af ingeniøren fra træindustrien Ivan Gorodtsov. En ca. 50 km lang linje af Lartigue-typen blev åbnet i november 1934 for at forbinde landsbyen Selskaya Maza med landsbyerne Bakaldy og Yaloksha for at transportere tømmer. Efter dette eksempel blev der bygget en separat 42 km (26 mi) lang monorailbane til fragt og passagerer fra byen Bor til landsbyen Zavrazhnoe, hvor der blev udnyttet skov og tørv. Lyskovskij-monorailen stoppede i 1949.[kilde mangler].
Det britiske firma Road Machines (Drayton) Ltd. udviklede et modulopbygget sporet monorailsystem i jordhøjde med 230 mm høje skinnesegmenter på 230 mm (9 in), der er mellem 1,2 og 3,7 m (4 til 12 ft) lange og løber mellem støtteplader. Det første system blev solgt i 1949, og det blev anvendt i industri-, bygge- og landbrugsapplikationer over hele verden. Virksomheden ophørte med at drive virksomhed i 1967. Systemet blev tilpasset til brug i James Bond-filmen Du lever kun to gange. Et eksempel på systemet findes på Amberley Museum & Heritage Centre i Storbritannien.

### Nyere anvendelser
Meget små og lette systemer anvendes i vid udstrækning på gårde til transport af afgrøder som f.eks. bananer. De blev først udviklet i Japan og anvendes i industrielle versioner i landbruget på stejle skråninger, f.eks. i citrusplantager i Japan og i vinmarker i Italien. En europæisk producent siger, at han har installeret 650 systemer på verdensplan.
I mineindustrien er der blevet anvendt hængende monorails, fordi de er i stand til at gå ned og op ad stejle tunneler ved hjælp af tandstang og tandhjulsdrev. Dette reducerer omkostningerne og længden af tunneler betydeligt, i nogle tilfælde med op til 60 %, som ellers skal have en svag hældning for at passe til vejkøretøjer eller konventionelle jernbaner.
En ophængt monorail, der kan transportere fuldt lastede 20' og 40' containere, har været under opførelse siden 2020 i havnen i Qingdao, og første fase af den blev taget i brug i 2021.

## Galleri
- Gyroskopisk balanceret tog bygget i 1907 af Brennan og Scherl. Gyro Monorail.
- Ophænget i Wuppertaler Schwebebahn, verdens første hængende monorail (fra 1901).
- Sporskifte på monorail i Legoland Billund Resort.